# Edgar Hofschen
Edgar Hofschen (* 9. Mai 1941 in Tapiau, Ostpreußen; † 13. Juni 2016 in Wuppertal) war ein deutscher Maler.

## Leben
Edgar Hofschen wurde 1941 in Tapiau, dem heutigen Gwardejsk in der Oblast Kaliningrad in Russland, geboren, wuchs aber ab 1945 im Bergischen Land auf. Von 1961 bis 1964 studierte er Pädagogik in Wuppertal und von 1965 bis 1971 Kunstgeschichte und Philosophie in Köln. 1972 nahm er ein Studium der Malerei an der Kunstakademie Düsseldorf auf, welches er 1975 abschloss. Er war eine Zeitlang Assistent im Fachbereich Kunst und Didaktik der Pädagogischen Hochschule Hagen und wurde sodann Lehrer in der Kleinstadt Radevormwald bei Wuppertal, wo er sich gleichzeitig ein Atelier einrichten konnte. Dort und im benachbarten Hückeswagen lebte und arbeitete er bis zu seinem Tod 2016. Er  war Mitglied im Deutschen Künstlerbund. 1977 nahm er an der documenta 6 in Kassel teil. Vertreten ist er unter anderem in den Galerien Nothelfer in Berlin und Mike Karstens in Münster.

## Werk
Edgar Hofschens künstlerisches Werk wird der analytischen Malerei zugerechnet, einer reduktionistischen Variante der abstrakten Malerei (im Sinne von „ungegenständlicher“ Malerei), die darauf abzielt, allein das Material eines Bildwerks, also etwa Leinwand und Farbe bzw. Farbauftrag, für sich sprechen zu lassen, ohne etwas anderes abbilden oder ausdrücken zu wollen. Zu ihren Hauptvertretern zählen Ulrich Erben, Raimund Girke, Antonio Calderara, ihre Blütezeit erlebte sie in den 70er Jahren des vergangenen Jahrhunderts. Hofschens spezielles Anliegen war die psychophysiologische Wirkung von Farbe und die Farbe als Materie unter verschiedenen äußeren Bedingungen. Er ordnete seine Malerei in einzelnen Werkgruppen in alphabetischer Reihenfolge, die er „Modifikation“ nannte. Zu den ersten Modifikationen heißt es zum Beispiel: Leinwand, genäht/Felder, getrennt/Verbindende Ordnung. Ziffern hinter den Buchstaben in den Bildtiteln markieren die Position des jeweiligen Gemäldes innerhalb der Jahreszählung.
Hofschens Bilder erschließen sich dem Betrachter aus dem verwendeten Material. Teilweise hat auch er in Öl oder Mischtechnik auf Papier und Künstlerleinwand gemalt, dann vielfach kleinformatig, mit sparsamer Formgebung in meist gedeckten („schweren, stillen“) Farben, manchmal nahezu monochrom. Die bildnerische Ausgestaltung ist vielfach in nicht assoziierbarer Weise polymorph, seltener linear bzw. geometrisch, und dann vermag sie etwa an Antonio Calderara, Josef Albers oder gar Mark Rothko zu erinnern. Ähnliches gilt für das graphische Werk. Sein Alleinstellungsmerkmal aber bezieht Hofschen aus der häufigen Verwendung besonderer, grobstofflicher Materialien, nämlich von Segeltuch, grobem Sackleinen, Zeltplanen. Diese werden vernäht und geflickt oder vorhandene Nähte, Risse und sonstige Gebrauchsspuren bildhaft ausgenutzt, Teilflächen mit Ponal überarbeitet, abgeschliffen oder mit Papierstreifen beklebt etc.  Aus dem Stoff und seiner Bearbeitung resultierende Unebenheiten, Falten und Kanten sind willkommen. Der Farbauftrag orientiert sich am vorhandenen Kolorit und bevorzugt daher erst recht naturnahe, ruhige Töne. Das zumeist große Format entspricht dem Material. Auf diese Weise gelingt es Hofschen, der sperrigen Materie, die sich subtiler Bearbeitung weitgehend entzieht und der künstlerischen Gestaltungsfreiheit engere Grenzen setzt, Formen abzuringen, die die stoffliche Textur in stoffspezifischen oder geometrischen Strukturen widerspiegeln und damit eine eindrucksvolle bildhafte Wirkung erzielen.
Hofschen hat seine Werke zumeist mit verkürzter Unterschrift und (zumeist) angedeuteter Datierung signiert, allerdings überwiegend rückseitig, wohl um die bildnerische Wirkung nicht zu stören.
Der renommierte, wenn auch hierzulande weniger bekannte amerikanische Minimalist Jake Berthot (1939–2014), der Hofschen 1974 begegnete und mit ihm zeitweise die Vorliebe für geometrische Kompositionen teilte, hat 1979 eine Serie von fünf Bildern als Hommage an Edgar Hofschen betitelt, die mittlerweile unter diesem Namen in die Sammlung des MoMA in New York aufgenommen wurde.

## Ausstellungen (Auswahl)

### Einzelausstellungen
- 1972: Edgar Hofschen Forum Kunst Rottweil
- 1975: Kunstverein Freiburg, Freiburg
- 1979: Schloss Morsbroich, Leverkusen
- 1980: Mannheimer Kunstverein, Mannheim
- 1981: Kunstverein Kassel, Kassel
- 1982: Kunstverein Braunschweig, Braunschweig
- 1983: Germanisches Nationalmuseum, Nürnberg
- 1984: Horst-Janssen-Museum, Oldenburg
- 1994: Goethe-Institut, Hongkong
- 1996: Städtische Galerie Lüdenscheid

### Gruppenausstellungen
- 1974: Geplante Malerei Westfälischer Kunstverein, Münster
- 1975: Forum junger Kunst Württembergischer Kunstverein Stuttgart
- 1977: documenta 6, Kassel
- 1978: Kunst des 20. Jhdts Nationalgalerie Berlin
- 1985: Kunst-Stoff-Kunst Städtische Galerie Nordhorn
- 1999: Die Farbe (Rot) hat mich Osthaus Museum Hagen, Hagen
- 2003: Seeing Red–Contemporary Nonobjective Painting[15], Hunter College Gallery, New York, USA (u. a. mit Richard Anuszkiewicz, Bernard Aubertin, Lutz Becker, Christiane Conrad, Rupprecht Geiger, Raimund Girke, Kuno Gonschior, Gottfried Honegger, Raimer Jochims, Joseph Marioni, Otto Piene, Rolf Rose, Andrea Schomburg)
- 2006: Still und konsequent Siegerland Museum und Kunstverein, Siegen